# بول يوربان
بول يوربان (بالبولندية: Paweł Urban)‏ هو كيميائي بولندي، ولد في 28 نوفمبر 1983 في بولندا.